# Хаясибара, Мэгуми
Мэгуми Хаясибара (яп. 林原 めぐみ Хаясибара Мэгуми) — популярная японская певица и сэйю. Также является ведущей радиопрограмм «Хаясибара Мэгуми но Heartful Station» (яп. 林原めぐみのHeartful Station) и «Хаясибара Мэгуми но Tokyo Boogie Night» (яп. 林原めぐみのTokyo Boogie Night).

## Биография
Хаясибара родилась в районе Кита, Токио, 30 марта 1967 года. С детства она любила аниме, и когда ей стало известно, что на самом деле персонажей озвучивают взрослые актёры, она решила сама стать сэйю. После того как её отца разбил паралич, девушка решила попробовать себя в роли медсестры. Во время поступления в медицинское училище на глаза ей попалось объявление о наборе в школу сэйю, и Мэгуми решила попытать счастья и там. Из 600 соискателей испытания прошли только шестнадцать человек, в числе которых была и Хаясибара. Несмотря на то что Хаясибара знала, что родные не одобрят карьеры сэйю, параллельно с курсами медсестры она стала обучаться и на актрису. После трёх лет обучения она стала медсестрой, в то же время имея дополнительную работу, связанную с её карьерой сэйю. Однако в восьмидесятых годах молодых сэйю было немного, поэтому работы у Хаясибары постепенно становилось все больше, и после первого же года озвучивания ей пришлось бросить работу в госпитале.
Свой талант Хаясибара продемонстрировала во множестве областей, включая роли певицы и ведущей радиошоу. В 1986 году Хаясибара дебютировала в аниме «Доходный дом Иккоку». Спустя пять лет она дебютировала как певица с песней «Niji Iro no Sneaker» и в 90-х годах снискала себе огромную популярность. На протяжении своей карьеры она успела сыграть такие заметные роли, как Бакабона из Heisei Tensai Bakabon, Комусубимана из Anpanman, Рей Аянами из «Евангелиона», Лина Инверс из «Рубак», Химико Синобибэ из Mashin Eiyuden Wataru.
Хаясибара выступала в группах DoCo и Ties, а также пела с группой Hinata Girls (состоявшей из исполнительниц главных ролей сериалов «С любовью, Хина»), хотя и не состояла в ней официально. Помимо этого, она исполнила песни «Oversoul», «Trust You», «Northern Lights» и «Omokage» для сериала «Король-шаман» и различные тематические песни для дисков по мотивам сериала. Также она исполнила песни для опенингов всех телесериалов и фильмов серии «Рубаки».
Хаясибара являлась ведущей радиопрограммы «Heartful Station» с 6 апреля 1991 года до самого её закрытия 28 марта 2015 года. Сейчас она продолжает вести «Tokyo Boogie Night», первое вещание которой состоялось 11 апреля 1992 года. После того как в 2004 году у Мэгуми появилась дочь, объём работы Хаясибары снизился. Однако она удовлетворена текущим положением дел. По собственному признанию, хотя она в принципе не против большего количества работы, это может быть затруднительно для её текущего стиля жизни. Как мать, Хаясибара вовлечена в деятельность ассоциации родителей и учителей.
В ноябре 2023 года Хаясибара объявила в своём блоге, что прекращает озвучивать Hello Kitty, чем она занималась с 1990 года.

## Позиции в Гран-при журнала Animage
- 1990 год: 1-е место в Гран-при журнала Animage, в номинации на лучшую девушку-сэйю[6]
- 1991 год: 1-е место в Гран-при журнала Animage, в номинации на лучшую девушку-сэйю[7]
- 1992 год: 1-е место в Гран-при журнала Animage, в номинации на лучшую сэйю[8]
- 1993 год: 1-е место в Гран-при журнала Animage, в номинации на лучшую сэйю[9]
- 1994 год: 1-е место в Гран-при журнала Animage, в номинации на лучшую сэйю[10]
- 1995 год: 2-е место в Гран-при журнала Animage, в номинации на лучшую сэйю[11]
- 1996 год: 1-е место в Гран-при журнала Animage, в номинации на лучшую сэйю[12]
- 1997 год: 1-е место в Гран-при журнала Animage, в номинации на лучшую сэйю[13]
- 1998 год: 1-е место в Гран-при журнала Animage, в номинации на лучшую сэйю[14]
- 1999 год: 1-е место в Гран-при журнала Animage, в номинации на лучшую сэйю[15]
- 2000 год: 1-е место в Гран-при журнала Animage, в номинации на лучшую сэйю[16]
- 2001 год: 1-е место в Гран-при журнала Animage, в номинации на лучшую сэйю[17]
- 2002 год: 1-е место в Гран-при журнала Animage, в номинации на лучшую сэйю[18]
- 2003 год: 2-е место в Гран-при журнала Animage, в номинации на лучшую сэйю[19]
- 2004 год: 4-е место в Гран-при журнала Animage, в номинации на лучшую сэйю[20]
- 2005 год: 5-е место в Гран-при журнала Animage, в номинации на лучшую сэйю[21]
- 2006 год: 9-е место в Гран-при журнала Animage, в номинации на лучшую сэйю[22]

## Роли в анимации
1986 год
- Project A-Ko (Умэ);
- «Доходный дом Иккоку» [ТВ] (Ацуко / Ёсукэ Нанао);

1987 год
- Bubblegum Crisis (Нам);
- Digital Devil Story: Megami Tensei (Миюки Кано);
- «Мами-экстрасенс» [ТВ] (Санаэ Симадзу);

1988 год
- Moeru! Oniisan (Каэдэ);
- «Маленькие спасатели» [ТВ-1] (Химико);

1989 год
- Ariel Visual (Кадзуми Кисида);
- Chiisana Ahiru no Ooki na Ai no Monogatari Ahiru no Quack (Альфред);
- Chimpui [ТВ] (Эри Касуга);
- Garaga (Кина);
- Madouou Grandzort (Гри-Гри / Энума);
- MEGAZONE 23 III (Доминик);
- Mobile Suit Gundam 0080: War in the Pocket (Кристина Маккензи (Крис));
- Riding Bean (Кэрри);
- Tenkuu Senki Shurato (Нара-О Рэнгэ / Юмико);
- «Маленькие спасатели» [OVA-1] (Химико);
- «Полиция будущего» [ТВ] (Момоко Сакураяма);
- «Ранма ½» [ТВ] (Ранма (девушка));

1990 год
- Chimpui [фильм] (Эри Касуга);
- Heisei Tensai Bakabon (Бакабон);
- Hidari no O'Clock!! (Маки);
- Idol Tenshi Youkoso Yoko (Саки);
- «Легенда о псах-воинах» (Инусака Моя);
- «Маленькие спасатели» [ТВ-2 и OVA-2] (Химико);

1991 год
- 3×3 Eyes [OVA] (Пай Аянокодзи / Сандзиян);
- Deluxe Ariel [OVA] (Кадзуми Кисида);
- Kikyu Hasshin Saver Kids (Сэйра);
- Magical Princess Minky Momo [ТВ-2] (Минки Момо);
- Zettai Muteki Raijin Ou [ТВ] (Фалзев / Руруко Химэки / Ю Идзуми);
- «Ранма ½» [фильм 1] (Ранма (девушка));

1992 год
- Zettai Muteki Raijin Ou [OVA] (Фалзев);
- Nekohiki no Oruorane [OVA] (Ируинэдо);
- Tekkaman Blade [ТВ-1] (Аки);
- Video Girl Ai (Ай Амано);
- YuYu Hakusho [ТВ] (Гэнкай в детстве);
- «Ранма ½» [фильм 2] (Ранма (девушка));
- «Универсальная современная девушка-кошка» [OVA-1] (Ацуко Нацумэ (Нуку-Нуку));
- «Фея цветов Мэри Белл» [ТВ] (Мори);

1993 год
- Bad Boys (Куми);
- Dragon League (Фам);
- Magical Princess Minky Momo [OVA-3] (Минки Момо);
- Nekketsu Saikyo Gozaurer (Хироми Татибана / Эрика Кодзу / Харуэ Ямамото);
- «Маленькие спасатели» [OVA-3] (Химико);
- «Ранма ½» [OVA-1] (Ранма (девушка));

1994 год
- Asobou! Hello Kitty (Китти);
- Bad Company (Нагиса Нагасэ);
- Bishoujo Senshi Sailor Moon S [фильм] (Химэко Наётакэ);
- Blue Seed (Момидзи Фудзимия);
- Bounty Dog: Getsumen no Ibu (Сёко Удзуки);
- DNA²: Dokoka de Nakushita Aitsu no Aitsu [ТВ] (Томоко Саэки);
- Yukiwatari (Сиро);
- «Макросс Плюс» [OVA] (Люси Макмиллан);
- «Помпоко: Война тануки в период Хэйсэй» (Сасукэ);
- «Ранма ½» [фильм 3 и OVA-2] (Ранма (девушка));
- «Тико и её друзья» (Нанами Симпсон);

1995 год
- 3×3 Eyes Seima Densetsu [OVA] (Пай Аянокодзи);
- Bakuretsu Hunters [ТВ] (Тира Мису);
- Compiler Festa [OVA] (Мэгуми Тэндодзи);
- DNA²: Dokoka de Nakushita Aitsu no Aitsu [OVA] (Томоко Саэки);
- Dokkan! Robotendon (Роботэндон);
- Mojakou (Модзяру);
- Ninku (Рихоко Нинку);
- Shadow Skill [OVA-1] (Эль Рагу);
- Slayers [фильм] (Лина Инверс);
- SM Girls Saber Marionette R [OVA] (Лайм);
- «Евангелион» [ТВ] (Рей Аянами);
- «Макросс Плюс» [фильм] (Люси Макмиллан);
- «Ранма ½» [OVA-3] (Ранма (девушка));
- «Рубаки» [ТВ] (Лина Инверс);

1996 год
- Detective Conan [ТВ] (Ай Хайбара);
- Ganso Bakuretsu Hunters (Тира Мису);
- Hello Kitty no Minna no Mori wo Mamore! (Китти);
- Ie Naki Ko Remi (Нелли);
- Saber Marionette J [ТВ] (Лайм);
- Slayers Return [фильм] (Лина Инверс);
- Slayers Special [OVA] (Лина Инверс);
- Sore Yuke! Uchuu Senkan Yamamoto Youko [OVA-1] (Мадока Мидо);
- Tenchi Muyou! in Love (Атика);
- «Рубаки Некст» [ТВ] (Лина Инверс);

1997 год
- Elmer no Bouken: My Father's Dragon (дракон Борис);
- Jungle de Ikou! (Онго);
- Mashin Hero Wataru [ТВ-3] (Химико);
- Neon Genesis Evangelion: Death & Rebirth (Рей Аянами);
- Saber Marionette J Again (Лайм);
- Slayers Great (фильм) (Лина Инверс);
- «Конец Евангелиона» (Рей Аянами);
- «Покемон» (Мусаси (Джесси));
- «Рубаки Try» [ТВ] (Лина Инверс / Лайла);

1998 год
- Akihabara Dennou-gumi (Цубамэ Отории);
- Cowboy Bebop [ТВ] (Фэй Валентайн);
- Martian Successor Nadesico: Prince of Darkness (Хисагон);
- Pikachu no Fuyuyasumi (1999) (Мусаси (Джесси));
- Pikachu no Natsuyasumi (Фусигиданэ (Бульбазавр));
- Saber Marionette J to X (Лайм);
- Shadow Skill [ТВ] (Эль Рагу);
- Slayers Excellent [OVA] (Лина Инверс);
- Slayers Gorgeous [фильм] (Лина Инверс);
- «Затерянная вселенная» (Канал Волфид);
- «Люпен III: Токийский кризис» (спецвыпуск 10) (Мария);
- «Покемон: Мьюту против Мью» (Мусаси (Джесси));
- «Универсальная современная девушка-кошка» [ТВ] (Ацуко Нацумэ (Нуку-Нуку));
- «Универсальная современная девушка-кошка» [OVA-2] (Ацуко Хигути (Нуку-Нуку));

1999 год
- Cardcaptor Sakura (фильм 1) (ведунья);
- Detective Conan [фильм 3 и OVA-1] (Ай Хаибара)
- Donkey Kong Country (Дидди Конг);
- Majutsushi Orphen [ТВ-2] (Эсперанса);
- Seihou Tenshi Angel Links (Марсия);
- Sore Yuke! Uchuu Senkan Yamamoto Youko [OVA-2] (Мадока Мидо);
- «Покемон 2000» (Мусаси (Джесси));

2000 год
- Detective Conan [фильм 4 и OVA-1] (Ай Хаибара)
- Di Gi Charat Christmas Special (Пиёко);
- Mutekioh Tri-Zenon (Кана Урю);
- Pocket Monsters: Mewtwo! Ware wa Koko ni Ari (Мусаси (Джесси));
- «Мальчишки есть мальчишки» (Тихару (эп. 13));
- «Покемон 3» (Мусаси (Джесси));
- «С любовью, Хина» [ТВ и OVA-1] (Харука Урасима);

2001 год
- Detective Conan [фильм 5] (Ай Хаибара)
- Di Gi Charat Movie: Hoshi no Tabi (Пиёкола Аналог III / Пиёко);
- Di Gi Charat Natsuyasumi Special (Пиёко);
- Di Gi Charat Ohanami Special (Пиёко);
- Love Hina TV Spring Specials (Харука Урасима);
- Pikachu no Dokidoki Kakurenbo (Фусигиданэ (Бульбазавр));
- Slayers Premium (Лина Инверс);
- Tales of Eternia The Animation (Марон);
- The Siamese: First Mission (Джун);
- «Ди: Жажда крови» (Лейла);
- «Ковбой Бибоп: Достучаться до небес» (Фэй Валентайн);
- «Король-шаман» (Анна Кёяма / Опачо);

2002 год
- Asagiri no Miko (Курако Хиэда);
- Detective Conan [фильм 7 и OVA-2] (Ай Хаибара)
- DiGi Charat Panyo Panyo (Пиёкола Аналог III / Пиёко);
- Love Hina Again [OVA] (Харука Урасима);
- Pocket Monsters Advanced Generation (Мусаси (Джесси));
- «Нахальный ангел» (Мэгуми Амацука);

2003 год
- Cromartie High School (мать Маэды);
- Detective Conan [фильм 7] (Ай Хаибара)
- Digi Charat Nyo (Пиёкола Аналог III / Пиёко);
- Piyoko ni Omakase pyo! (Пиёкола Аналог III / Пиёко);
- «Печальная песнь агнца» (Тидзуна Такасиро);
- «Театр Румико Такахаси» (Какэй (эп. 1));

2004 год
- Detective Conan [фильм 8] (Ай Хаибара)

2005 год
- Detective Conan [фильм 9 и OVA-5] (Ай Хаибара);
- Pikachu no Obake Carnival (привидение);
- Ueki no Housoku (Харуко Уэки);
- «Покемон: Лукарио и Тайна Мью» (Мусаси (Джесси));

2006 год
- Detective Conan [фильм 10] (Ай Хаибара);
- Hello Kitty Ringo no Mori no Fantasy (Китти);
- Senritsu no Mirage Pokemon (Мусаси (Джесси));
- «Паприка» (Ацуко (Паприка) Тиба);
- «Покемон: Алмаз и Жемчуг» (Мусаси (Джесси));
- «Покемон: Рейнджер и Храм Моря» (Мусаси (Джесси));

2007 год
- Detective Conan [фильм 11 и OVA-7] (Ай Хайбара);
- Hello Kitty Ringo no Mori to Parallel Town (Китти);
- «Горец: В поисках мести» (Кьяла);
- «Евангелион 1.11: Ты (не) один» (Рей Аянами);
- «Покемон: Восход Даркрая» (Мусаси (Джесси));

2008 год
- Detective Conan [фильм 12 и OVA-8] (Ай Хайбара);
- «Покемон: Гиратина и Небесный воин» (Мусаси (Джесси) / Хикодзару (Чимчар));
- «Ранма ½» фильм 4 (Ранма (девушка));
- «Рубаки: Революция» (Лина Инверс);

2009 год
- Detective Conan [фильм 13 и OVA-9] (Ай Хайбара);
- «Евангелион 2.22: Ты (не) пройдёшь» (Рей Аянами);
- «Покемон: Арсеус и Камень Жизни» (Мусаси (Джесси));
- «Рубаки: Эволюция-Эр» (Лина Инверс);

2010 год
- Mardock Scramble Asshuku (Рун Баллот);
- Rainbow: Nisha Rokubou no Shichinin (Голос за кадром);
- «Покемон: Повелитель иллюзий Зороарк» (Мусаси (Джесси));

2012 год
- Giant God Warrior Appears in Tokyo (закадровый голос);
- «Волчьи дети Амэ и Юки» (Мать Сохэя);
- «Евангелион 3.33: Ты (не) исправишь» (Рей Аянами);

2013 год
- Chihayafuru 2 (Сакурадзава-сэнсэй)
- Rage of Bahamut: Genesis (Баньянь Леоне);

2014 год
- Cross Ange: Tenshi to Ryuu no Rondo (София);
- Nihon Animator Mihon‘ichi (Хинако/Мики/Рика/девочка);
- One Piece (Ребекка);
- Rakuen Tsuihou (Кристин Гиллам);
- Space☆Dandy 2 (Пине-Пине);
- Sword Art Online II (Кёко Юки);

2015 год
- Ushio to Tora (Белоликий);

2016 год
- Shouwa Genroku Rakugo Shinjuu (Миёкити);

2017 год
- Kyoukai no Rinne (Итиго/Рокудо Отомэ);
- Uchuu Senkan Yamato 2202: Ai no Senshi-tachi (Мэгуми Кандзаки);

2018 год
- Furi-Kuri Progressive (Рахару Харуха);
- Karakuri Circus (Ангелина/Элеонора/Франсин/Сироганэ Сайга);

2019 год
- Carole & Tuesday (Флора);
- Chihayafuru 3 (Сакурадзава-сэнсэй);

2020 год
- Ghost in the Shell: SAC_2045 (Такаси Симамура);

2021 год
- Tsuki to Laika to Nosferatu (Ирина Луминеск);
- «Евангелион: 3.0+1.01: Как-то раз» (Рей Аянами, Юи Икари);
- «Король-шаман» (Анна Кёяма);

2022 год
- Case Closed: The Culprit Hanzawa (Ай Хайбара);
- Di Gi Charat (Пийокола Аналогия III);

2023 год
- Detective Conan: Black Iron Submarine (Ай Хайбара);
- Sailor Moon Cosmos (Сейлор Галаксия);
- «Покемон» (Спригатито).

## Сольные альбомы
- Half and, Half (KICS-100, 1991)
- WHATEVER (KICS-176, 1992)
- Perfume (KICS-215, 1992)
- SHAMROCK (KICS-345, 1993)
- PULSE (Futureland, TYCY-5413, 1994)
- SpHERE (KICS-430, 1994)
- Enfleurage (KICS-475, 1995)
- bertemu (KICS-590, 1996)
- Iravati (KICS-640, 1997)
- Fuwari (ふわり) (KICS-755, 1999)
- VINTAGE S (KICS-790, 2000)
- VINTAGE A (KICS-810, 2000)
- feel well (KICS-955, 2002)
- center color (KICS-1070, 2004)
- Plain (KICS-1303, 2007)
- Slayers MEGUMIX (KICA-916~918, 2008)
- CHOICE (KICS-1548, 2010)
- VINTAGE White (KICS-1670~1671, 2011)
- Time Capsule (KICS-3192~3194, 2015)
- Duo (KICS-3346~3348, 2016)